# Oberlottermühle
Oberlottermühle ist ein Gemeindeteil der Stadt Feuchtwangen im Landkreis Ansbach (Mittelfranken, Bayern). Oberlottermühle liegt in der Gemarkung Krapfenau.

## Geographie
Die Einöde bestehend aus zwei Wohn- und wenigen Nebengebäuden liegt in schmaler Lichtung zwischen Wäldern im Westen und Osten und Teichen bachauf- und bachabwärts am Lauf des südwärts zur Sulzach fließenden Lotterbachs. Eine Gemeindeverbindungsstraße führt nach Lotterhof (0,7 km südlich) bzw. zu einer Gemeindeverbindungsstraße (0,8 km nördlich), die nach Dentlein am Forst zur Kreisstraße AN 52 (1,4 km östlich) bzw. nach Lichtenau verläuft (1,4 km nordwestlich).

## Geschichte
Von 1797 bis 1808 unterstand der Ort dem Justiz- und Kammeramt Feuchtwangen. Mit dem Gemeindeedikt (frühes 19. Jahrhundert) wurde Oberlottermühle dem Steuerdistrikt Heilbronn und der Ruralgemeinde Krapfenau zugeordnet. Im Zuge der Gebietsreform in Bayern wurde Oberlottermühle am 1. Juli 1971 nach Feuchtwangen eingemeindet.

## Einwohnerentwicklung
| Jahr      | 001818 | 001840 | 001861 | 001871 | 001885 | 001900 | 001925 | 001950 | 001961 | 001970 | 001987 |
| Einwohner | *      | 6      | 4      | 3      | 11     | 7      | 6      | 5      | 4      | 3      | 0      |
| Häuser    | *      | 1      |        |        | 1      | 1      | 1      | 2      | 1      |        | 1      |
| Quelle    |        | [ 7 ]  | [ 8 ]  | [ 9 ]  | [ 10 ] | [ 11 ] | [ 12 ] | [ 13 ] | [ 14 ] | [ 15 ] | [ 1 ]  |

## Religion
Der Ort ist evangelisch-lutherisch geprägt und bis heute nach St. Johannis (Feuchtwangen) gepfarrt. Die Einwohner römisch-katholischer Konfession sind nach St. Ulrich und Afra (Feuchtwangen) gepfarrt.